# AsLiCo
L'As.Li.Co, Associazione Lirica e Concertistica, è una associazione Onlus, fondata a Milano nel 1949 dal Conte Giovanni Treccani degli Alfieri, con lo scopo di selezionare giovani cantanti e fornire loro l'opportunità di cantare nei più prestigiosi teatri.

## Storia
As.Li.Co fu creata con l'intento di promuovere l'opera lirica. L'Associazione ha proseguito in questa direzione dedicandosi alla formazione e crescita professionale dei giovani artisti e portando alla conoscenza di un vasto pubblico l'esistenza di nuovi talenti. Oltre ai numerosi cantanti che in seguito sono diventati famosi, As.Li.Co. ha dato l'opportunità a numerosi direttori d'orchestra quali Angelo Campori, Aldo Ceccato, Luciano Rosada, Alberto Zedda e, più di recente, Riccardo Chailly, Antonello Allemandi, Daniele Gatti, Evelino Pidò, Tiziano Severini e Donato Renzetti, registi, scenografi e costumisti di farsi apprezzare nelle più produzioni del circuito lombardo.
Dall'anno della sua fondazione As.Li.Co ha lanciato nel mondo della lirica famosi cantanti del calibro di Luigi Alva, Carlo Bergonzi, Piero Cappuccilli, Maria Chiara, Mirella Freni, Adriana, Maliponte, Nicola Martinucci, Paolo Montarsolo, Fiorella Pediconi, Katia Ricciarelli, Renata Scotto, Simone Alaimo, Susanna Anselmi, Pietro Ballo, Carlo Columbara, Paolo Coni, Daniela Dessì, Francesca Pedaci, Valeria Esposito, Paolo Gavanelli, William Matteuzzi, Michele Pertusi, Alessandra Ruffini, Giuseppe Sabbatini, Adelina Scarabelli, Giorgio Zancanaro e molti altri.

## Attività di As.Li.Co
Le principali attività di As.Li.Co. si possono riassumere come segue:
- Selezionare giovani cantanti attraverso il Concorso per Giovani Cantanti Lirici
- Promuovere corsi di formazione basati sulle opere in repertorio e tenuti da professionisti di chiara fama
- Produrre opere tese a mettere in evidenza giovani talenti emergenti nel panorama europeo ed extraeuropeo
- Avvicinare il pubblico dei giovani delle scuole al mondo dell'opera, attraverso training per i loro insegnanti e produzioni specifiche per le scuole.

## Affiliazioni
Affiliati ad As.Li.Co. sono il Teatro Sociale di Como, punto focale della vita culturale comasca, un teatro che attira a sé l’intera utenza del triangolo compreso tra Varese, Lecco e la Svizzera ed Opera Education, con sede a Milano, la piattaforma italiana che dal 1996 promuove la passione per l’opera lirica nel giovane pubblico come strumento per una formazione più completa.